# Козелкине (селище)
Козелкине (рос. Козёлкино) — селище в Брянському районі Брянської області Російської Федерації.
Населення становить 163 особи. Входить до складу муніципального утворення Стекляннорадицьке сільське поселення.

## Історія
Від 2005 року входить до складу муніципального утворення Стекляннорадицьке сільське поселення.

## Населення
| 2010 | 2013 |
| ---- | ---- |
| 160  | ↗163 |